# Хигл, Наджя

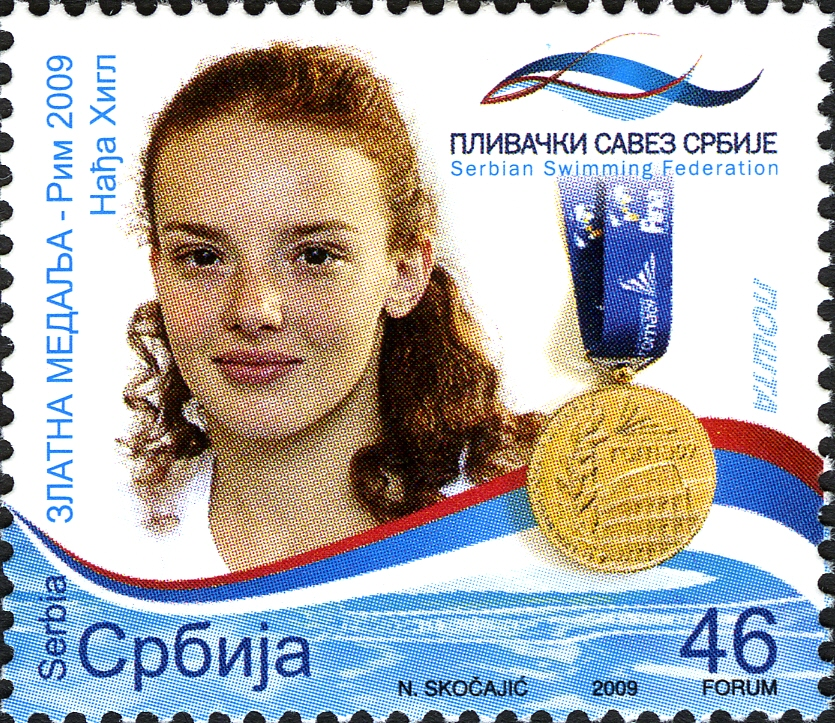
Почтовая марка Сербии 2009 года, посвящённая сербской пловчихе-брассистке, чемпионке мира 2009 года на дистанции 200 м. Наде Хигл

На́джа Хигл (серб. Нађа Хигл; род. 2 января 1987, Панчево, Югославия) — сербская пловчиха-брассистка, чемпионка мира 2009 года на дистанции 200 м.

## Спортивная карьера
Участвовала в чемпионатах Европы по плаванию на короткой воде в 2007 и 2008 годах, в мировом первенстве в малом бассейне 2008 в Манчестере, в пекинской Олимпиаде 2008 года, однако нигде не показала сколько-нибудь примечательных результатов. В 2009 году на домашней Универсиаде выиграла две серебряные медали на сто- и двухсотметровой дистанциях брассом. 31 июля 2009 года на чемпионате мира в Риме, пробившись в финал с 5-м результатом, сенсационно выиграла золотую медаль, опередив рекордсменку мира Аннамэй Пирс и установив новый рекорд Европы (2.21,62). Таким образом она стала первой сербской пловчихой — чемпионкой мира. На дистанции вдвое короче отобралась в полуфинал, в котором заняла последнее, 16-е, место.
В декабре 2009 года в турецком Стамбуле, где проходило европейское первенство в коротком бассейне, Наджа выиграла «серебро» на той же двухсотметровой дистанции брассом.
Тренируется у своего брата Себастьяна Хигла.
| Рекорды Европы (1) | Рекорды Европы (1)          | Рекорды Европы (1) | Рекорды Европы (1)            | Рекорды Европы (1) |
| ------------------ | --------------------------- | ------------------ | ----------------------------- | ------------------ |
| ← Мирна Юкич       | 200 м, брасс (длинная вода) | 2:21,62            | 31 июля 2009 — 2 августа 2012 | Юлия Ефимова →     |

| Результаты | Результаты                     | Результаты | Результаты        | Результаты | Результаты        |
| ---------- | ------------------------------ | ---------- | ----------------- | ---------- | ----------------- |
| Год        | Соревнование                   | Место      | Дисциплина        | Позиция    | Время             |
| 2003       | Чемпионат Европы среди юниоров | Глазго     | 100 м, брасс      | 24         | 1.15,95           |
| 2003       | Чемпионат Европы среди юниоров | Глазго     | 200 м, брасс      | 16         | 2.38,59           |
| 2006       | Чемпионат Европы (50 м)        | Будапешт   | 100 м, брасс      | 44         | 1.16,99           |
| 2006       | Чемпионат Европы (50 м)        | Будапешт   | 200 м, брасс      | 25         | 2.40,73           |
| 2007       | Чемпионат Европы (25 м)        | Дебрецен   | 100 м, брасс      | 23         | 1.11,10           |
| 2007       | Чемпионат Европы (25 м)        | Дебрецен   | 200 м, брасс      | 23         | 2.31,14           |
| 2008       | Чемпионат мира (25 м)          | Манчестер  | 100 м, брасс      | 20         | 1.10,41           |
| 2008       | Чемпионат мира (25 м)          | Манчестер  | 200 м, брасс      | 15         | 2.28,47           |
| 2008       | Олимпийские игры               | Пекин      | 100 м, брасс      | 43         | 1.13,19           |
| 2008       | Олимпийские игры               | Пекин      | 200 м, брасс      | 33         | 2.32,78           |
| 2009       | Средиземноморские игры         | Пескара    | 100 м, брасс      | 10         | 1.11,50           |
| 2009       | Средиземноморские игры         | Пескара    | 200 м, брасс      | 4          | 2.29,79           |
| 2009       | Средиземноморские игры         | Пескара    | 4x100 м, комплекс | 5          | 1.07,75 (4.14,14) |
| 2009       | Универсиада                    | Белград    | 100 м, брасс      | 2          | 1.07,80           |
| 2009       | Универсиада                    | Белград    | 200 м, брасс      | 2          | 2.24,20           |
| 2009       | Универсиада                    | Белград    | 4x100 м, комплекс | 15         | 1.13,70 (4.29,49) |
| 2009       | Чемпионат мира (50 м)          | Рим        | 100 м, брасс      | 16         | 1.08,13           |
| 2009       | Чемпионат мира (50 м)          | Рим        | 200 м, брасс      | 1          | 2.21,62           |
| 2009       | Чемпионат Европы (25 м)        | Стамбул    | 100 м, брасс      | 11         | 1.06,41           |
| 2009       | Чемпионат Европы (25 м)        | Стамбул    | 200 м, брасс      | 2          | 2.17,52           |
| 2010       | Чемпионат Европы (50 м)        | Будапешт   | 100 м, брасс      | 22         | 1.10,97           |
| 2010       | Чемпионат Европы (50 м)        | Будапешт   | 200 м, брасс      | 8          | 2.29,60           |
| 2011       | Чемпионат мира (50 м)          | Шанхай     | 200 м, брасс      | 6          | 2.25,93           |
| 2012       | Чемпионат Европы (50 м)        | Дебрецен   | 200 м, брасс      | 6          | 2.28,24           |
| 2012       | Олимпийские игры               | Лондон     | 200 м, брасс      | 25         | 2.28,39           |